# ساعة في الجحيم (مسلسل)
ساعة في الجحيم هو مسلسل مغربي من إخراج ياسين فنان يعرض على قناة الأولى منذ 2008، و قد بلغ الجزء السادس سنة 2015، كل حلقة تدور حول شخصية تمر عليها ساعة مليئة بالمشاكل والأحداث المثيرة.
السلسلة نجحت في كسب إعجاب المشاهدين نظرا لتناولها مشاكل وهموم المجتمع المغربي بطريقة عصرية، وكذا طريقة التصوير المقتبسة من السلسلات الأمريكية.
و قد حصدت السلسلة مجموعة من الجوائز منها جائزة في مهرجان القاهرة للإعلام العربي.

## الحبكة
قصص حضرية معاصرة تُعنى بكافة الشرائح الاجتماعية، الشعبية منها والبرجوازية. تروي كل قصة حياة شخصية ما يتغير مصيرها بعد مرور ساعة واحدة، ساعة تعد بمثابة اختبار عبور تصبح خلالها حياة كل شخصية من هذه الشخصيات مختلفة. خليط من روح الدعابة والحركية والدراما تلتقي معا لتضفي تشويقا على هذا اليوم الذي ليس كسائر
الأيام.

## أبرز الممثلين
- عزيز داداس
- أسامة البسطاوي
- ربيع القاطي
- طارق البخاري
- عمر لطفي
- سعيد التغماوي
- أنس الباز
- عزيز الحطاب
- أمينة بودالي
- أمل الأطرش
- كمال كاضمي
- رضا العلوي
- يوسف حازم